# SteepleChase Records
SteepleChase Records is een Deens jazz-platenlabel. Het werd in 1972 opgericht door de toenmalige student Nils Winther, die opnames maakte van optredens in Jazzhus Montmartre en af en toe toestemming kreeg om het materiaal uit te brengen. Het label werd een toevluchtsoord voor artiesten, die niet langer een contract kregen bij grote platenmaatschappijen. SteepleChase Records heeft sinds zijn oprichting talloze platen uitgegeven, onder meer van Chet Baker, Paul Bley, Harold Danko, Kenny Drew, Stan Getz, Dexter Gordon, Shirley Horn, Thad Jones, Jackie McLean, Tete Montoliu, Horace Parlan, Doug Raney en Archie Shepp.